# Steve Fraser
Steve Fraser (n. 23 martie 1958, Hazel Park⁠(d), Michigan, SUA) este un luptător ce a reprezentat Statele Unite ale Americii, medaliat olimpic. A participat la o ediție a Jocurilor Olimpice (1984) în care a câștigat o medalie de aur.

## Participări
Lista de mai jos prezintă principalele competiții la care a participat Steve Fraser de-a lungul carierei.
- wrestling at the 1984 Summer Olympics – men's Greco-Roman 90 kg[*]